# Orașul Halloween
Orașul Halloween este un film original Disney Channel apărut în octombrie 1998 cu ocazia sărbătorii de Halloween.

## Subiect
De Halloween, când Marnie se certa cu mama ei Gwen, bunica Aggie vine în vizită. Aggie vrea ca Marnie să înceapă pregătirea vrăjitoarelor înainte de ziua ei de 13 ani, în caz contrar aceasta își va pierde puterile pentru totdeauna. Un alt motiv pentru care Aggie a venit în vizită este ceva închis și diabolic care crește în Orașul Halloween, Aggie vrând să ajute să învingă. După ce Aggie pleacă, Marnie, Dylan și Sophie o urmăresc în autobuzul de întoarcere.
Mai târziu, Gwen îi urmărește pe copii în orașul Halloween. Acolo, Aggie și Gwen sunt atacate de o forță întunecată la un cinematograf. Marnie, Dylan și Sophie se grăbesc să ia ingredientele pentru a activa Bagheta lui Merlin ca să oprească răul. Această forță se referă la Mayor Kalabar. Cu ajutorul asistentului lui Kalabar, Luke, Marnie instalează Bagheta lui Merlin în piața orașului. Dar Kalabar fură Bagheta lui Merlin din dovleac. Aggie, Gwen, Marnie, Dylan și Sophie își combină puterile și îl distrug. La sfârșit, Aggie decide să stea cu Gwen și copiii în acest an, iar Gwen spune că o va antrena pe Marnie.

## Actori
- Debbie Reynolds - Aggie Cromwell
- Judith Hoag - Gwen
- Kimberly J. Brown - Marnie
- Joey Zimmerman - Dylan
- Emily Roeske - Sophie
- Phillip Van Dyke - Luke
- Robin Thomas - Calabar
- Rino Romano - Benny